# Adios (KMFDM)
Adios è il dodicesimo album dei KMFDM, pubblicato, prima del temporaneo scioglimento, nel 1999.

## Tracce
1. "Adios" (Sascha Konietzko, Tim Skold) – 3:56
2. "Sycophant" (Konietzko, Skold) – 5:13
3. "D.I.Y"(Konietzko, Skold) – 4:51
4. "Today" (Konietzko, Skold) – 4:57
5. "Witness" (Konietzko, Skold, Nina Hagen) – 7:23
6. "R.U.OK?"(Konietzko, Skold) – 4:46
7. "That's All" (Konietzko, Skold, Nivek Ogre, En Esch) – 5:08
8. "Full Worm Garden" (Konietzko, Skold, Ogre, Bill Rieflin) – 5:03
9. "Rubicon" (Konietzko, Skold) – 3:44
10. "Bereit" (Konietzko, Skold, Esch) – 4:53

## Formazione
- Sascha Konietzko – Voce (1–3, 6–10), Tastiere (1–10), Chitarra (10)
- Tim Skold – Voce (1–4, 6–10), Tastiere (1–10), Basso (9)
- Günter Schulz – Chitarra (1–3, 7, 9, 10)
- Cheryl Wilson – Voce (2, 4, 7–9)
- En Esch – Percussioni (2), Voce (3, 7, 10), Tastiere (7)
- Frank Chotai – Tastiere (4)
- Paul de Carli – Digitalizzazione (4)
- Nina Hagen – Voce (5, 10)
- Nivek Ogre – Voce (7, 8)
- Bill Rieflin – Tastiere (8)